# Goelette Island (Farquhar)
Goelette Island oder Ile Goëlette (Goelette, dt.: „Insel der Seeschwalben/des Schoners“) ist eine kleine Insel der Seychellen.

## Geographie
Die Insel ist die südlichste Insel des Farquhar-Atolls in den Outer Islands. Mit Abmessungen von 600 × 800 m hat das Motu eine Fläche von ca. 32 ha.